# Hof zu Wil

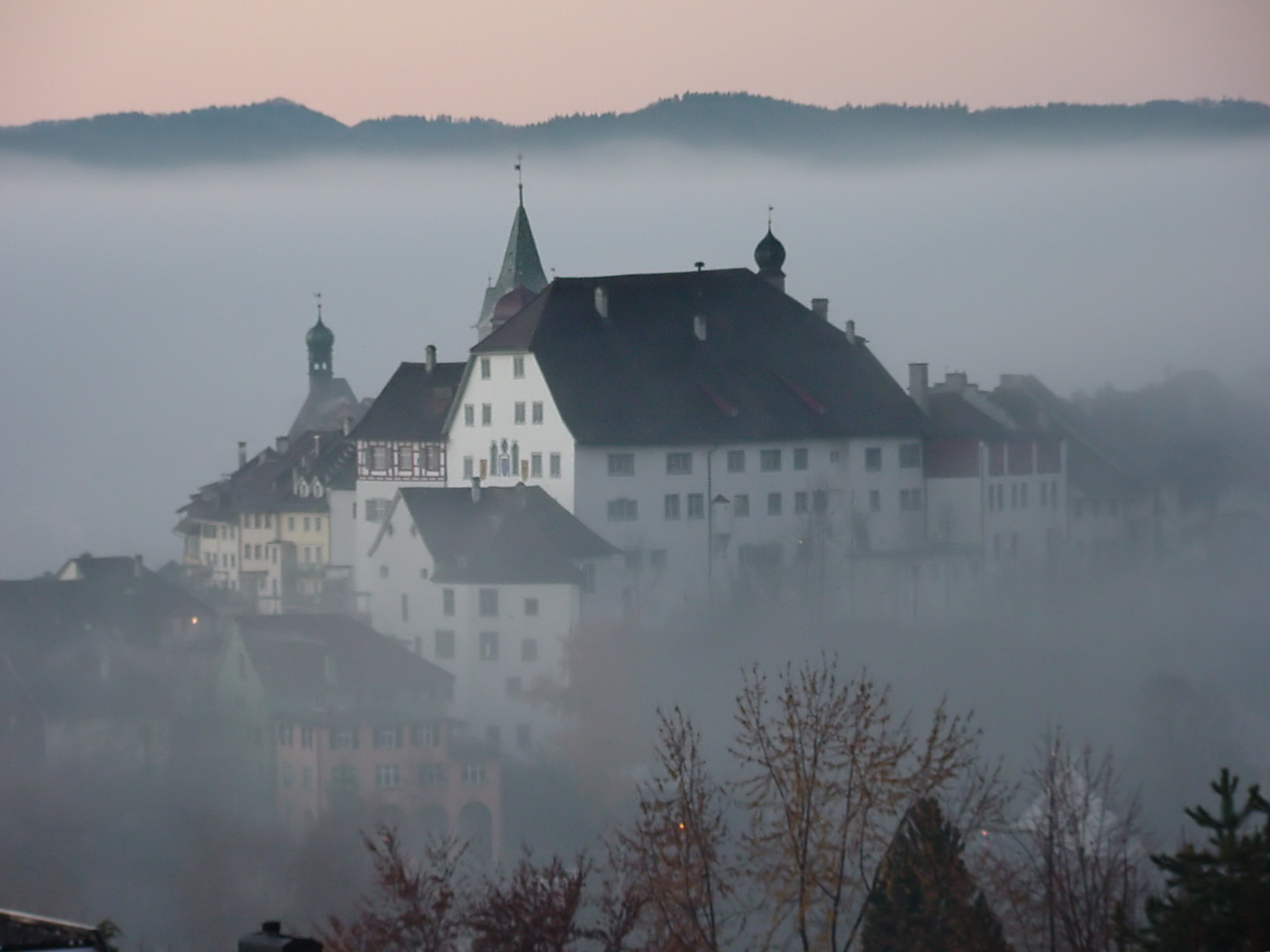
Blick von Osten auf die Wiler Altstadt. In der Mitte ist der Hof zu sehen

Der Hof zu Wil war der Sitz des Fürstabts von St. Gallen in der Stadt Wil. Er wird als Gebäude von «nationaler Bedeutung» eingestuft.

## Geschichte

### Vorgeschichte
Die Stadt Wil wurde 754 in der Henauer Urkunde ersterwähnt. 1227 kam das Gebäude zusammen mit der Stadt Wil vom Grafen von Toggenburg an die Fürstabtei im Zusammenhang nach dem sogenannten «Brudermord». 1292 wurde Wil zerstört, aufgrund eines Konflikts zwischen den Habsburgern und der Fürstabtei. 1301 kam es zu einem Friedensschluss zwischen den Parteien, Wil wurde mit seinem Hof wieder aufgebaut, jedoch 1312 durch einen Brand abermals zerstört. Der Hof selber wurde 1302 zum ersten Mal urkundlich erwähnt. Heinrich von Ramstein löste in der Urkunde das damals verpfändete Wil und diverse weitere Höfe wieder ein.

### Hof als Statthalterei der Fürstabtei

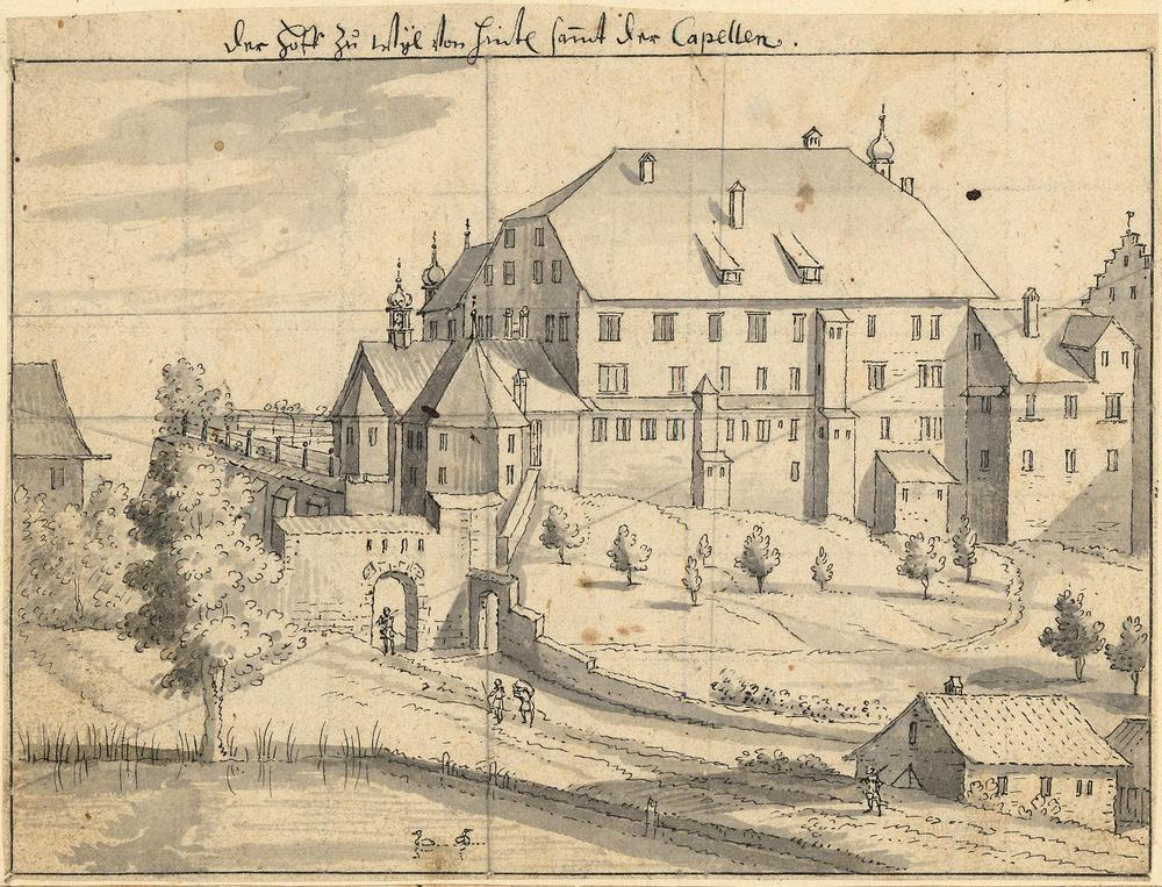
Hof zu Wil (Federzeichnung von Johann Melchior Füssli, etwa 1713)

Fürstabt Ulrich Rösch erweiterte den Hof zu seiner heutigen Grösse, errichtete dort seine Statthalterei und kaufte dazu weitere Grundstücke. Rösch hielt sich aufgrund von Konflikten mit der Stadt St. Gallen gerne in Wil auf. Er starb am 13. März 1491 im Hof. Äbte nach ihm taten es ihm gleich, vor allem um den Konflikten mit der reformierten Stadt St. Gallen zu entfliehen. 1529 wurde Wil durch den Schirmort Zürich reformiert, und der Vierortehauptmann Jakob Frei residierte statt des Abtes im Hof. 1531 kam Abt Diethelm Blarer von Wartensee (1530–1564) zurück in den Hof. In seiner Regierungszeit wurde das Gebäude «Rotes Gatter» unterhalb des Hofs errichtet. 1617 kam es offenbar zu einem Brand, Näheres scheint sich dazu in den Quellen nicht zu finden. Unter Fürstabt Cölestin Sfondrati (1687–1696) wurde das Dach von einem Walm- zu einem Krüppelwalmdach umgebaut. 1693 baute Cölestin das «Schnetztor», das bisher als Gefängnis gedient hatte, zu seinem Archiv aus. Schliesslich renovierte Abt Beda Angehrn die «Wiler Pfalz» 1774 umfassend. Im Toggenburgerkrieg kapitulierte die Stadt Wil vor den reformierten Belagerern. Von 1712 bis 1718 war der Hof Hauptquartier der eidgenössischen Orte Zürich und Bern, die zugleich Stadtherren waren. Im Frieden von Baden kam der Hof ein letztes Mal in den Besitz der Fürstabtei.

### Der Hof nach der Fürstabtei
1805 wurde die Fürstabtei St. Gallen aufgehoben. Die Wiler Bürger übernahmen 1810 das Gebäude, verkauften es aber sogleich weiter an den Baron Johann Nepomuk à Rudenz für 7750 Gulden. Der richtete dort 1815 eine Brauerei ein, die mit wechselnden Betreibern bis 1982 bestand. Die Brauerei befand sich in Keller und Erdgeschoss. Das Gebäude steht seit 1978 unter Bundesschutz und wird seit 1990 als «Gebäude mit nationaler Bedeutung» eingestuft. 1988 erwarb die Stadt Wil per Volksabstimmung den Hof. 1990 gründete die Stadt eine Stiftung und übergab ihr den Besitz des Hofs mit dem Ziel, ihn zu erhalten, zu restaurieren und zu beleben.

## Bau
Der Bau verfügt über drei Obergeschosse sowie einen Dachstock und ein Kellergeschoss. Im Erdgeschoss befinden sich Restaurant und Stadtbibliothek und auch der Zugang zum Hofgarten gegen Osten. Im Hofgarten gibt es einen Zugang zur ehemaligen Dienerschaftskapelle. Im ersten Obergeschoss befinden sich heute Säle, die vom Restaurant vermietet werden. Nennenswert ist insbesondere das Wandgemälde im «Ulrich-Rösch-Saal», das um 1470/1480 entstanden sein soll. Es zeigt Fürstabt Ulrich Rösch bei der Vergabe von Lehen. Im dritten Obergeschoss befindet sich die ehemalige private Äbtekapelle.

## Heutige Nutzung
Im Hof befinden sich ein Restaurant, die Stadtbibliothek, die Volkshochschule. Im Hof befand sich bis zum Umzug Mitte 2022 das Stadtmuseum der Ortsbürgergemeinde.